# Vasudeva
Vasudeva (Sanskrit, m., वसुदेव, vasudeva) ist in der indischen Überlieferung wie etwa im indischen Epos Mahabharata und im Bhagavata der Vater von Krishna. Er gehörte zur Dynastie der Yadava und seine Schwester war Kunti, die Mutter der Pandava-Prinzen. Viele Stellen in den Schriften bezeichnen Krishna als Vāsudeva (hier mit langem a), den Sohn des Vasudeva.

## Überlieferung
Im 10. Buch des Bhagavatapurana wird geschildert, wie Vasudeva zusammen mit seiner Frau Devaki von König Kamsa aufgrund einer Vorhersage ins Verlies geworfen wurde und dort neun Jahre verbrachte. Devaki gebar in dieser Zeit acht Kinder, von denen Kamsa sechs ermordete. Als achtes Kind wurde Krishna geboren. Um ihn vor den Verfolgungen zu schützen, brachte sein Vater den neugeborenen Sohn über den Fluss Yamuna ins benachbarte Dorf Gokul. Dort wuchs Krishna bei Pflegeeltern auf, zusammen mit Vasudevas älterem Sohn Balarama von seiner ersten Gattin Rohini. Eine Tochter von Vasudeva mit Devaki ist Subhadra, die später in der wiedererlangten Freiheit geboren wurde. Nach Kamsas Tod wurde Vasudeva Kronprinz von Mathura, während der rechtmäßige König die Herrschaft wieder übernehmen konnte.
In der Bhagavadgita bezeichnet sich auch Krishna selbst als Vāsudeva, etwa in Vers 7.19:

Durch Wiederkunft geläutert, naht

Dann der Erkennende sich mir,

Und „Vāsudeva ist das All“,

Denkt er, der schwer zu finden hier.

Nach dem Kommentar des indischen Philosophen Bhaskara (vermutlich 950 n. Chr.) wird Vāsudeva in diesem Vers nicht als Patronym für Krishna gebraucht, sondern die Bezeichnung erfolgt aus einem spirituellen, philosophischen Grund. Die doppelte etymologische Ableitung bezeichne nämlich „Krishna, der allen Wesen innewohnt“ (vasana = wohnenlassen) und bedeute anderseits Krishna als vasana – ein Behältnis oder Gewand, das die Welt umschließt.

## Sonstiges
- Die Heliodoros-Säule wurde zu Ehren von ‚Vasudeva, dem Gott der Götter‘, errichtet.
- Hermann Hesse verwendet in seinem literarischen Werk Siddhartha den Namen Vasudeva und macht ihn zum Freund Siddharthas. Auf der Suche nach einem neuen Weg fühlt sich Siddhartha zum Fluss hingezogen und trifft auf den Fährmann Vasudeva, den er bittet, ihn als Gehilfen anzunehmen. Vasudeva, der ebenfalls die Erleuchtung erreicht hat, lehrt ihn, dem Rauschen des Flusses zu lauschen und von diesem zu lernen.